# Itália nos Jogos Olímpicos de Verão de 1992
A Itália participou dos Jogos Olímpicos de Verão de 1992 em Barcelona, Espanha.